# جوزيف ألتين
جوزيف ألتين (بالإنجليزية: Josef Altin)‏ هو ممثل بريطاني، ولد في 12 فبراير 1983 بلندن في المملكة المتحدة.

## أعمال

### أفلام
- (2007) الصبي أ[2]
- (2007) وعود شرقية[3]
- (2009) فيكتوريا الصغيرة[4][5]
- (2012) البؤساء
- (2014) الطريق إلى الهاوية[6][7]
- (2015) الطفل 44[8][9]
- (2018) تومب رايدر[10][11]

## وصلات خارجية
- جوزيف ألتين على موقع IMDb (الإنجليزية)
- جوزيف ألتين على موقع قاعدة بيانات الأفلام العربية
- جوزيف ألتين على موقع ألو سيني (الفرنسية)
- جوزيف ألتين على موقع ميوزك برينز (الإنجليزية)
- جوزيف ألتين على موقع أول موفي (الإنجليزية)
- جوزيف ألتين على موقع قاعدة بيانات الأفلام السويدية (السويدية)
- جوزيف ألتين على موقع قاعدة بيانات الفيلم (الإنجليزية)
- جوزيف ألتين على موقع كينوبويسك (الروسية)